# NGC 2312
NGC 2312 é um aglomerado aberto na direção da constelação de Monoceros. O objeto foi descoberto pelo astrônomo John Herschel em 1828, usando um telescópio refletor com abertura de 18,6 polegadas. 